# Pastora Soler
María del Pilar Sánchez Luque, coneguda artísticament com a Pastora Soler   (Coria del Río, 28 de setembre de 1978), és una cantautora andalusa. Les seves composicions barregen normalment copla o flamenc amb música pop. Soler va representar Espanya durant el Festival de la Cançó d'Eurovisió 2012 a Bakú (Azerbaidjan) amb la canço Quédate conmigo. Va arribar a la desena plaça.
El 2022, va actuar al Benidorm Fest com a artista convidada.

## Discografia

### Àlbums d'estudi
- 1994 Nuestras coplas
- 1996 El mundo que soñé
- 1999 Fuente de luna
- 2001 Corazón congelado
- 2002 Deseo
- 2005 Pastora Soler
- 2007 Toda mi verdad
- 2009 Bendita locura
- 2011 Una mujer como yo
- 2012 Una mujer como yo: Versión Eurovisión

### Àlbums en viu
- 2010 15 Años

### Compilacions
- 2005 Sus grandes éxitos

### EP
- 2012 Especial Eurovisión